# Francis B. Posey
Francis Blackburn Posey (* 28. April 1848 in Petersburg, Pike County, Indiana; † 31. Oktober 1915 in Rockport, Indiana) war ein US-amerikanischer Politiker. Zwischen Januar und März 1889 vertrat er den Bundesstaat Indiana im US-Repräsentantenhaus.

## Werdegang
Francis Posey besuchte die öffentlichen Schulen seiner Heimat und die Blythewood Academy. Danach studierte er an der Indiana Asbury University, der heutigen DePauw University in Greencastle. Nach einem anschließenden Jurastudium an der Indiana University in Bloomington und seiner im Jahr 1869 erfolgten Zulassung als Rechtsanwalt begann er in Petersburg in seinem neuen Beruf zu arbeiten.
Politisch war Posey Mitglied der Republikanischen Partei. Im Jahr 1884 war er Delegierter zur Republican National Convention in Chicago, auf der James G. Blaine als Präsidentschaftskandidat nominiert wurde. 1888 kandidierte er erfolglos für den Kongress. Nach dem Rücktritt des Abgeordneten Alvin Peterson Hovey wurde er bei der fälligen Nachwahl für den ersten Sitz von Indiana als dessen Nachfolger in das US-Repräsentantenhaus in Washington, D.C. gewählt, wo er am 29. Januar 1889  sein neues Mandat antrat. Bis zum 3. März desselben Jahres beendete er dort die laufende Legislaturperiode.
Nach seinem Ausscheiden aus dem US-Repräsentantenhaus praktizierte Posey wieder als Anwalt. Zwischen 1903 und 1913 leitete er die Hafenverwaltung in Evansville. Er starb am 31. Oktober 1915 in Rockport und wurde in Petersburg beigesetzt.